# Orchestre des Pays de Savoie
 (juin 2021).
 (juin 2021).
Si vous disposez d'ouvrages ou d'articles de référence ou si vous connaissez des sites web de qualité traitant du thème abordé ici, merci de compléter l'article en donnant les références utiles à sa vérifiabilité et en les liant à la section « Notes et références ».
L'Orchestre des Pays de Savoie est un orchestre de chambre français créé en 1984. Il est membre du réseau national des orchestres permanents en région. 

## Historique
L'Orchestre des Pays de Savoie est fondé en 1984 avec le soutien de l’Entente régionale de Savoie, de la région Rhône-Alpes et du ministère de la Culture. 
Il a été dirigé, depuis sa création, par Patrice Fontanarosa, Tibor Varga, Mark Foster, Graziella Contratto et Nicolas Chalvin.
Depuis septembre 2021, c'est le chef d'orchestre Pieter-Jelle de Boer qui assure la direction musicale de la formation. En 2025, Arie van Beek est nommé pour lui succéder, à compter de septembre 2025, pour une durée de trois ans,.
Ne possédant pas sa propre salle de diffusion, la structure générale de l'orchestre est basée sur les deux départements de la Savoie et de la Haute-Savoie, en lien avec des lieux privilégiés de diffusion (Annecy, Chambéry, Grenoble, Lyon et à partir de la saison 2011-2012 Évian-les-Bains-Thonon-les-Bains). L'orchestre opère également sur la région Rhône-Alpes, en Suisse et en Italie. Il collabore avec de grands festivals et théâtres « Scènes nationales » en France ou à Paris. En 2011, il a effectué une tournée en Russie, au sein des Philharmonies de Moscou et Nijni Novgorod ainsi qu'au sein du Festival des Étoiles du Baïkal. En 2012, La Grange au Lac, située à Évian-les-Bains, devient la nouvelle résidence l'Orchestre des Pays de Savoie, pour une durée de un an et demi.

## Répertoire
Par son activité itinérante, l'orchestre mène une politique d'action culturelle active. Elle s'adresse à des publics variés. Cette action se décline autour de programmes-phares tels que « Collégiens au concert » ou « Campus en musique ». De nombreuses actions sont menées à destination des publics empêchés, des primaires, des écoles de musique, ou simplement, de spectateurs curieux lors de propos d'avant-concert.
Le répertoire de l'orchestre est celui d'un orchestre de chambre, de l'époque baroque à nos jours. Il collabore régulièrement avec des ensembles comme l'Orchestre de chambre de Genève ou bien les Chœurs et solistes de Lyon-Bernard Tétu, et aborde des œuvres de taille plus imposante. Il joue avec des solistes internationaux : certains sont attachés à cette région des Alpes, comme Renaud et Gautier Capuçon, Emmanuelle Bertrand, François-René Duchâble ou Philippe Berrod ; d'autres viennent de différents horizons : Patricia Petibon, Nemanja Radulovic, Emmanuel Rossfelder, Anne Gastinel, Laurent Korcia, Didier Lockwood, Isabelle Moretti, David Guerrier, Michel Portal, Frank Braley, Philippe Cassard, Nicholas Angelich, Pascal Amoyel, François-Frédéric Guy, Marie Devellereau, Karine Deshayes, Quatuor Rascher, Magali Léger, Xavier Phillips, Henri Demarquette, Steven Osborne, Ophélie Gaillard, Claire-Marie Le Guay…
L'orchestre a donné de nombreuses « premières », en concert ou au disque, d’œuvres d'André Jolivet, Gilbert Amy, Jean-Louis Agobet (compositeur associé à l'orchestre en 2007), Gérard Zinsstag, Suzanne Giraud, Florentine Mulsant, Benoît Menut, Luca Antignani, Cyrille Lehn, Emmanuel Bex, Paul Le Flem. 
François Sarhan est le compositeur en résidence auprès de l'orchestre pour 2012.